# داني تيت
داني تيت (بالإنجليزية: Danny Tate)‏ هو كاتب أغاني أمريكي، ولد في 10 نوفمبر 1955.